# 富山縣
36°43′N 137°9′E / 36.717°N 137.150°E
富山縣（日语：／ Toyama ken */?）是日本的一个縣，位于本州中部日本海沿岸的北陸地區，轄區範圍相當於令制國時的越中國。縣廳所在地为富山市。富山縣地形一面環海三面環山，縣內高低差極大。富山縣擁有世界文化遺產五箇山，兼具信仰聖地和豐富自然生態景觀的立山等著名景點。富山縣之魚津市至滑川市的海岸地區以海市蜃楼現象而著稱。富山縣還是北陸工業地域的中心地區，是日本海沿岸縣中工業較發達的縣，醫藥產業的歷史尤為悠久。
岐阜縣北部的飛驒地區距離太平洋沿岸地區較遠，富山縣反而是距該地最近的出海口，使得兩地在經濟、文化上關係密切，有時合稱為「飛越地區」。

## 歷史

### 古代史

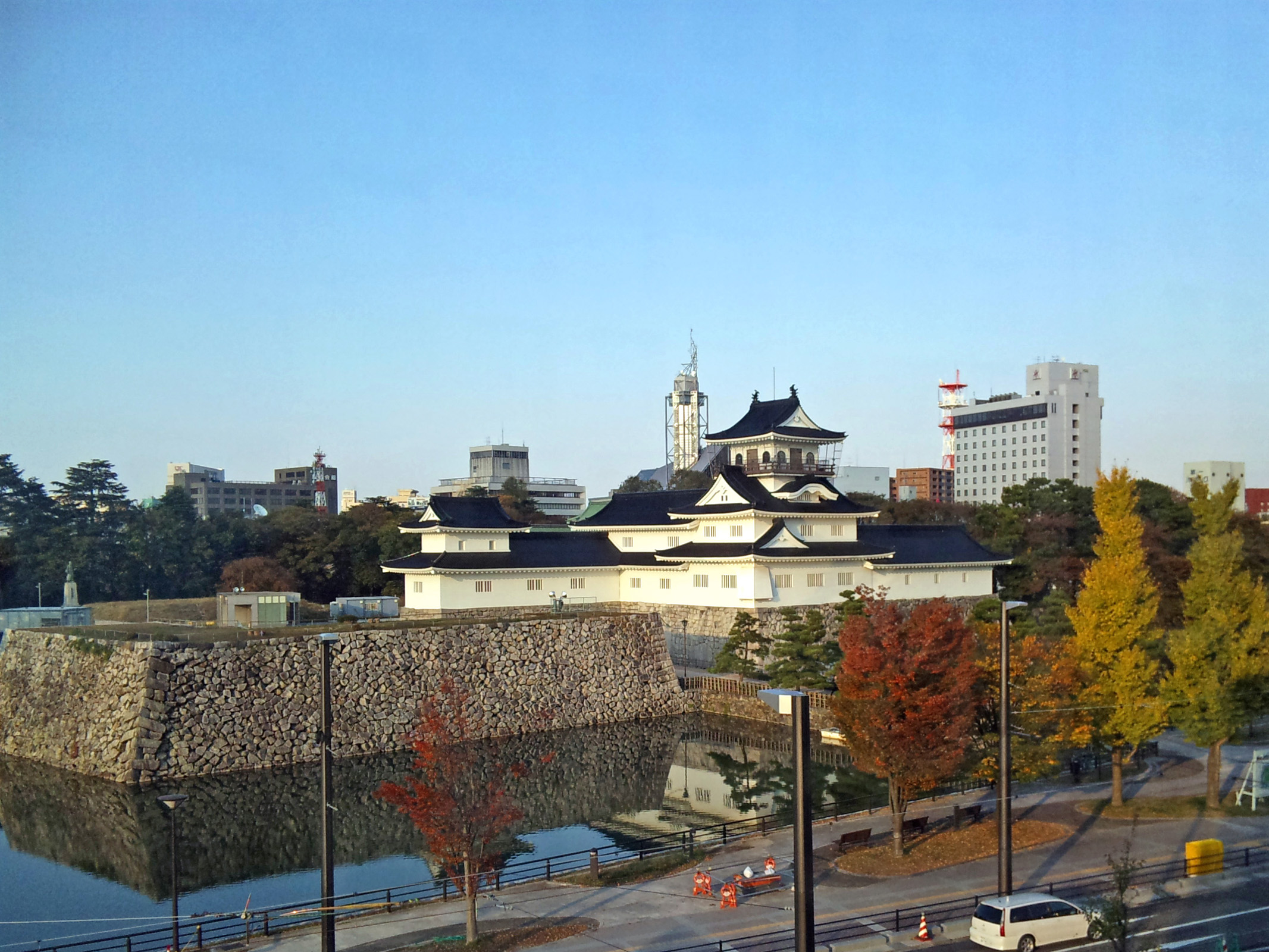
富山城

富山縣最早的人類活動遺跡可以追溯至舊石器時代，這一時期的主要遺跡有安養寺遺跡等:22。進入繩文時代後，海平面上升並更靠近人類居住區，使得人們開始採集海產作為食物。富山縣也發現了這一時期的貝塚:22。富山縣的主要繩文時代遺跡有魚津市的天神山遺跡、朝日町的不動堂遺跡等地:23。彌生時代之後，日本開始出現農耕文化，富山縣內也有一些遺跡出土了彌生時代的土器:23。富山縣最早的古墳出現在4世紀，縣內的大型古墳有羽根山古墳群、櫻谷古墳群等地:23。
在畿內地方已形成統一國家時，北陸道地區屬於越國。日本在實施律令制之後將越國分為越前、越中、越後三國，富山縣即屬於越中國:24。著名歌人大伴家持曾任越中國守，位於高岡市的越中國府和國分寺遺跡記錄了這一時期的歷史:24。8世紀之後，莊園勢力日漸壯大，成為越中國的實力者:26。富山縣的象徵自8世紀初期開始即有佛寺，立山信仰也自平安時代就開始形成:27。
在平安時代末期的源平合戰中，今富山、石川兩縣交界處的俱利伽羅峠是俱利伽羅峠之戰的戰場:27。鎌倉時代時，名越氏曾擔任越中守護:28。鎌倉幕府滅亡之後，越中國爭戰不斷，守護也頻繁變動。直到南北朝戰亂結束之後，足利義滿任命畠山基國為越中守護之後，越中國才進入畠山氏的長期政權時期:28。越中國和越前國、加賀國等地都是淨土真宗繁盛的地區，因此宗教性質的一向一揆時有發生，寺院實際支配了越中國的部分地區:28。
戰國時代，越中國的大名神保氏、椎名氏外受上杉謙信、武田信玄、織田信長等強敵環繞，內有一向一揆勢力的牽制，勢力弱小:31。上杉謙信在1560年（永祿3年）首次侵入越中國，此後控制了越中國東部地區:32。而織田信長也在1581年（天正9年）遣佐佐成政、前田利家攻入越中並佔領越中國西部地區:32。本能寺之變後，控制了中央政權的豐臣秀吉在越中國封給佐佐成政。後因佐佐成政謀反，豐臣秀吉將越中國大部分地區改封給前田利家:33。
關原之戰後，德川家康獎賞前田利長投靠德川陣營，將越中、加賀、能登三國都封給前田氏，此後至幕末，越中國都由前田氏治理，屬於加賀藩及加賀藩的支藩富山藩:33。江戶時代，藩政當局積極進行新田開發，使得越中國的農業有一定發展:35。自江戶時代開始，富山和高岡就是越中國的兩大城市。當時富山屬於城下町，也是飛驒街道的起點。而高岡則在高岡城被廢之後演變為商業城市:37。富山的製藥產業也是自江戶時代就開始興起:39。

### 富山縣的成立

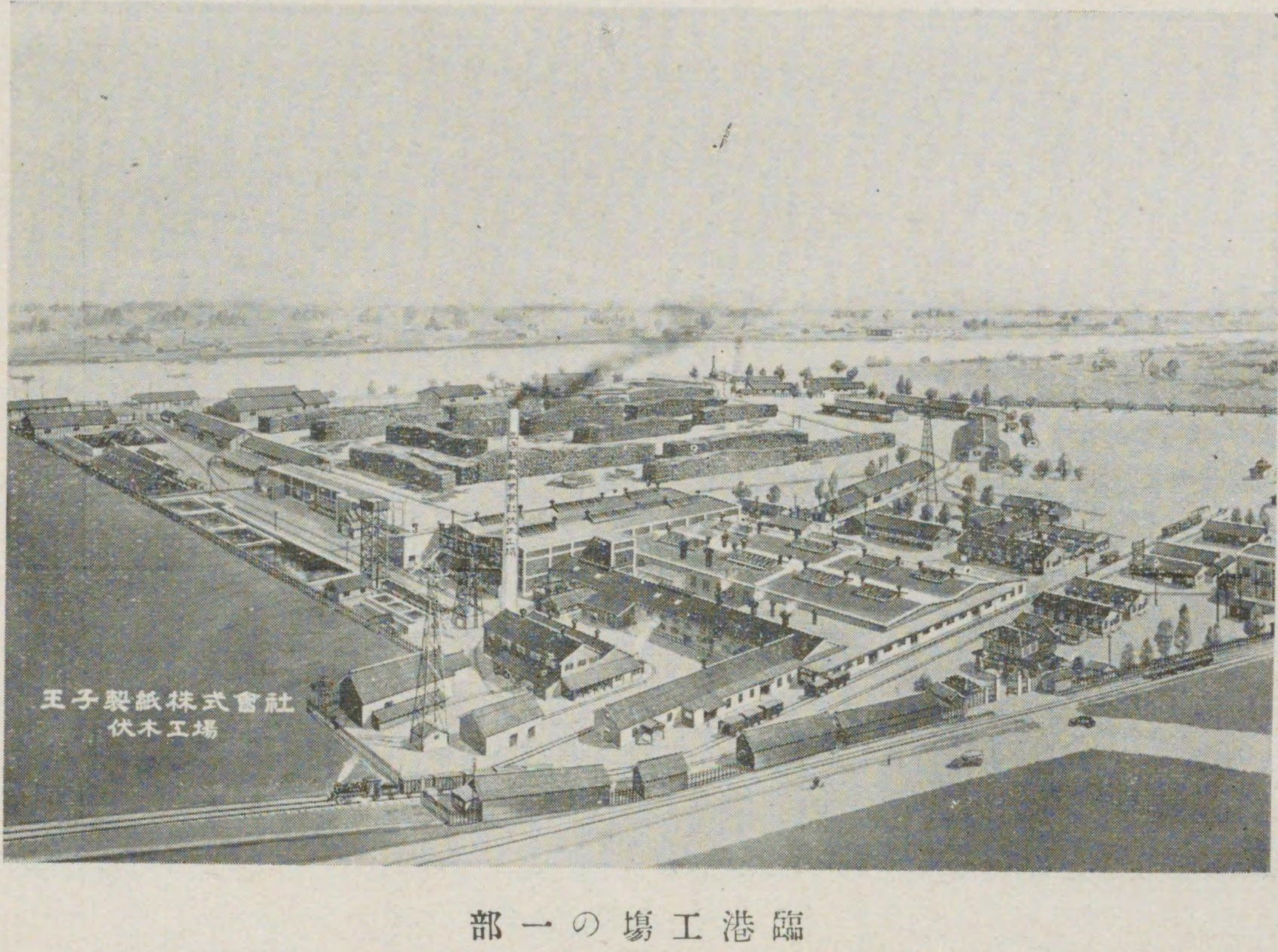
二戰前的王子造紙伏木工廠

1871年廢藩置縣之後，富山藩被富山縣取代，後又很快改名新川縣。1876年，新川縣被併入石川縣，舊加賀藩版圖復活。然而越中國在加賀藩時代飽受差別待遇，被併入石川縣一事引發了當地民眾的強烈不滿，發起了分縣運動。1883年，富山縣成功復縣:40。富山縣的近代化開始於交通的近代化。1897年，富山縣首條鐵路通車:41。富山縣是北海道移民的最大來源縣之一。在1897年至1907年期間，有近6萬富山縣民移民北海道，是同時期各縣之冠:42。1918年，震撼日本全國，以至於政府派出軍隊的米騷動就開始於富山縣:42。另一方面，多急流的地理特徵使得富山縣適合開展水力發電。富山縣自20世紀初期就開始扮演近畿地方電源地的角色，並且豐富的電力也促進了富山縣本地產業的發展:43。在第二次世界大戰時期，富山縣是日本重要的軍需品生產地。二戰末期，太平洋沿岸地區眾多工廠為躲避空襲而搬遷至富山，並且許多大都市的兒童也被疏散到富山縣。然而自1945年5月開始，富山縣也開始被美軍空襲。1945年，富山市遭到大規模空襲，超過2,700人在空襲中遇難，市區99.5%的面積被燒毀。這場空襲也使得富山市是三大都市圈以外城市中除了被原子彈轟炸的廣島市、長崎市之外受害最嚴重的城市。
富山縣在戰後快速開始復興。1952年，富山縣制定了綜合開發計劃，提出了在常願寺川、黑部川上游興建水庫等目標，是較早制定大規模開發計劃的縣之一:43。1964年，富山·高岡地區被指定為新產業都市，使得富山縣沿海地區成為北陸地方工業開發的據點:43。1968年，富山新港竣工，成為富山縣的一大工業中心:44。然而急速的工業化也帶來負面影響。1950年代開始，富山縣出現痛痛病，工廠將廢水排入河川後引發下游居民罹患鎘中毒，造成嚴重的健康問題:44。嚴重的公害問題也促使富山縣自1970年代開始修正過於重視工業化的發展路線。2015年，北陸新幹線通車，使得富山縣前往東京的交通便利度大幅提升，也對富山縣今後的發展有重大作用。

## 地理

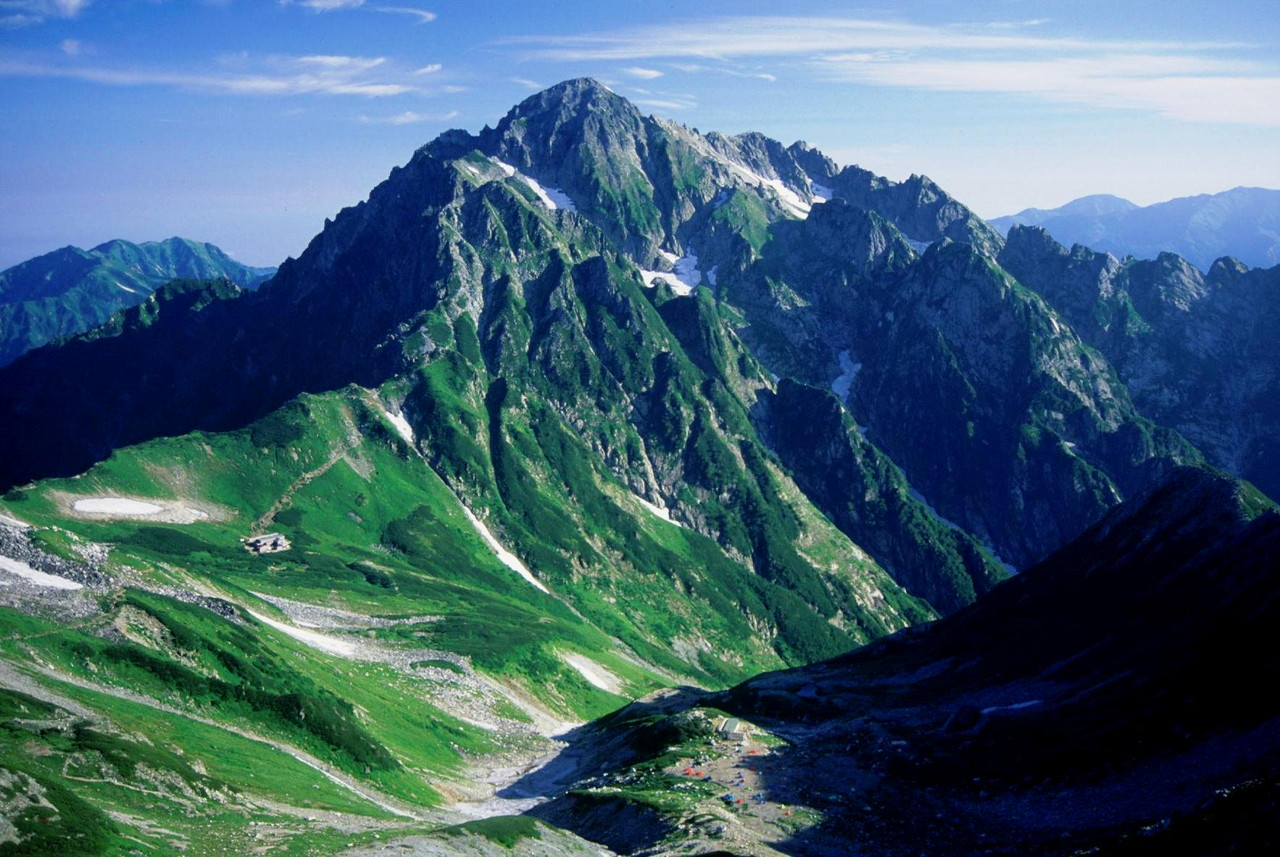
劍岳

富山縣東西寬約90公里，南北長約76公里，面積4,247.61平方公里。富山縣北側是富山灣，東側隔飛驒山脈和長野縣、新潟縣接壤，南側通過飛驒高地和岐阜縣接壤，西側通過兩白山地和石川縣接壤:490。富山縣的地形呈現以富山灣為中心的半圓形構造，最靠近富山灣的是平原地形富山平原，外側是台地和丘陵，最外側則是山地:491。位於富山縣中部的富山平原是由眾多沖積扇形成的平原，和西部的砺波平原並為富山縣的主要平地:491。富山縣內有五個一級水系，主要的河川有黑部川、片貝川、早月川、常願寺川、神通川、庄川、小矢部川。由於富山縣內高低差極大，因此這些河流也大多極為湍急，在治水工程未完善的時代經常發生洪水:491。但另一方面，眾多急流使得富山縣適合修建水庫進行水力發電。縣內主要的大型水庫有黑部水庫、有峰水庫、境川水庫等地。富山縣的海岸線全長約145公里，東部以石灘為主，西部以沙灘和石灘為主:491。富山灣的最深處水深超過1,000米，這一在近海處就急劇變深的地形適合採集海洋深層水。富山縣東部的立山黑部地質公園內地形變化多端，高地差達4,000米，是日本地質公園。

### 氣候
富山縣的氣候屬於日本海側氣候，內又可分為山地氣候區和平原氣候區:491。富山縣平地雖然在冬季多豪雪天氣和陰天，日照時間較短，但並不十分寒冷。在夏季的日照時間甚至超過太平洋沿岸的部分地區:491。富山縣是日本降水量較多的地區，平地地區的年降水量在2,100毫米至2,600毫米之間，山地的年降水量超過3,000毫米，全年大部分降水集中在冬季時的降雪:491。在日本海海域低氣壓發達時，富山縣內常有焚風現象發生:492。魚津市的沿海地區在4月至5月期間常有海市蜃楼現象發生。

### 行政區劃
富山縣傳統上以吳羽丘陵為界，分為吳東、吳西兩個地區。此外，富山縣又可分為富山（富山市）、新川（魚津市、滑川市、黑部市、舟橋村、上市町、立山町、入善町、朝日町）、高岡·射水（高岡市、射水市、冰見市）、砺波·小矢部（砺波市、小矢部市、南砺市）共四個地域。吳東包含富山、新川兩個地域，而吳西則包含高岡·射水、砺波·小矢部兩個地域。富山縣共轄有10市、4町、1村，是日本自治體數量最少的都道府縣。

## 人口
1920年日本首次人口普查時，富山縣有人口約72.4萬人。富山縣人口在二戰前穩定增加，並在戰後因嬰兒潮和軍人返鄉而出現人口暴增，在1950年時突破百萬大關。然而在1950年代和1960年代，受人口外流影響，富山縣人口增長陷入停滯，直到1970年代才恢復增加。然而1980年代之後，由於人口老齡化和少子化，富山縣人口增長再次開始趨緩。1998年，富山縣人口達到112.6萬人的峰值。2017年5月1日時，富山縣有人口1,057,570人。富山縣的人口自1920年代中期曾一度超過鄰近的石川縣。但在1980年代後，石川縣人口反超富山縣，且差距仍在拉大。在1990年代中期，富山縣一度是人口流入縣，但在其他時間則一直是人口流出縣。2014年，富山縣的總和生育率有1.45，略高於日本平均水準。

## 政治

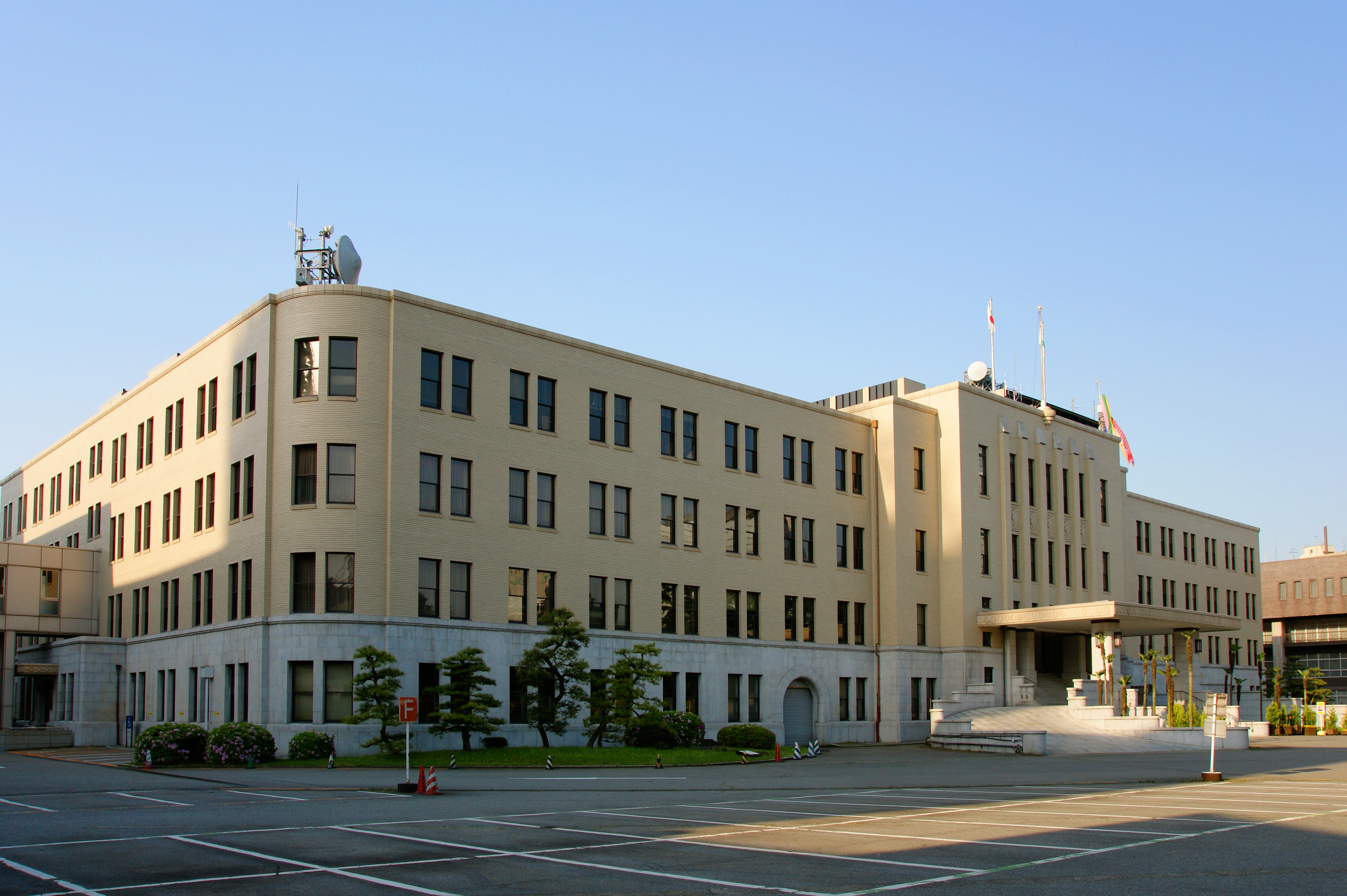
富山縣廳

1996年日本導入小選舉區制之後，在眾議院選舉中，富山縣被劃分為3個選舉區。這三個選舉區均是自民黨佔據優勢的保守王國。除了富山縣第1區在2009年曾有民主黨候選人當選之外，這三個選舉區在歷次選舉中都是由保守派人士當選。在參議院選舉中，富山縣屬於富山縣選舉區，共有2名議員。該選舉區自1970年代以來只有過兩次非自民黨候選人當選記錄。
富山縣知事也多是由保守派人士擔任。戰後富山縣只經歷了六位不同的知事，第五位知事中沖豐自1980年開始執政長達24年。石井隆一在2004年當選富山縣知事，並連續執政16年。2020年10月，實業家新田八朗當選富山縣知事。富山縣議會共有40名議員，其中自民黨是最大黨派，有32名議員。2015年度，富山縣的財政力指數有0.45，位居日本中等水準。

## 經濟
2014年，富山縣縣內生產總值44,526億日元，人均縣民所得有318.5萬日元，比日本平均水準高約一成。

### 第一級產業

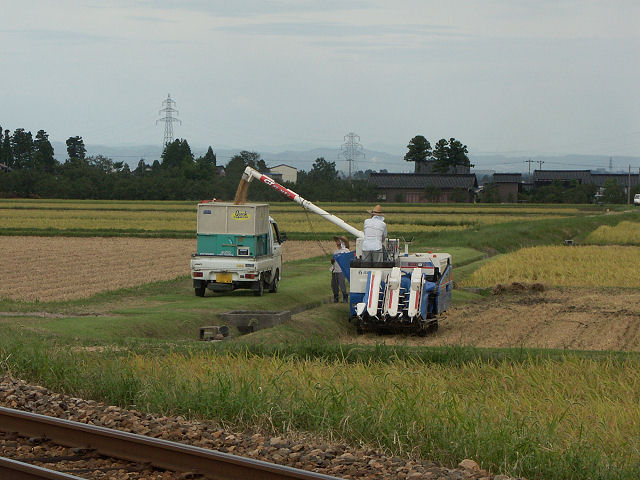
富山縣一處稻田

2016年，富山縣有耕地面積5.87萬公頃，耕地面積率有13.8%，富山縣的農業就業人口有2.1萬人。
富山縣農業特徵之一是專精於稻米生產，不僅農業生產額中以稻米比例最大，耕地面積中水田比例，也是日本第一:492。除稻米外，富山縣主要農作物還有砺波市的鬱金香球根、入善巨無霸西瓜等。富士縣雖然67%面積被森林覆蓋，大部分是保安林，在水土保持上有重要作用，因此林業並不發達:493。
2014年，富山縣水產業生產額約144億日元。複雜的海底地形使得富山縣定置網漁業發達，日本白蝦、螢火魷是富山縣著名水產:493。

### 第二級產業

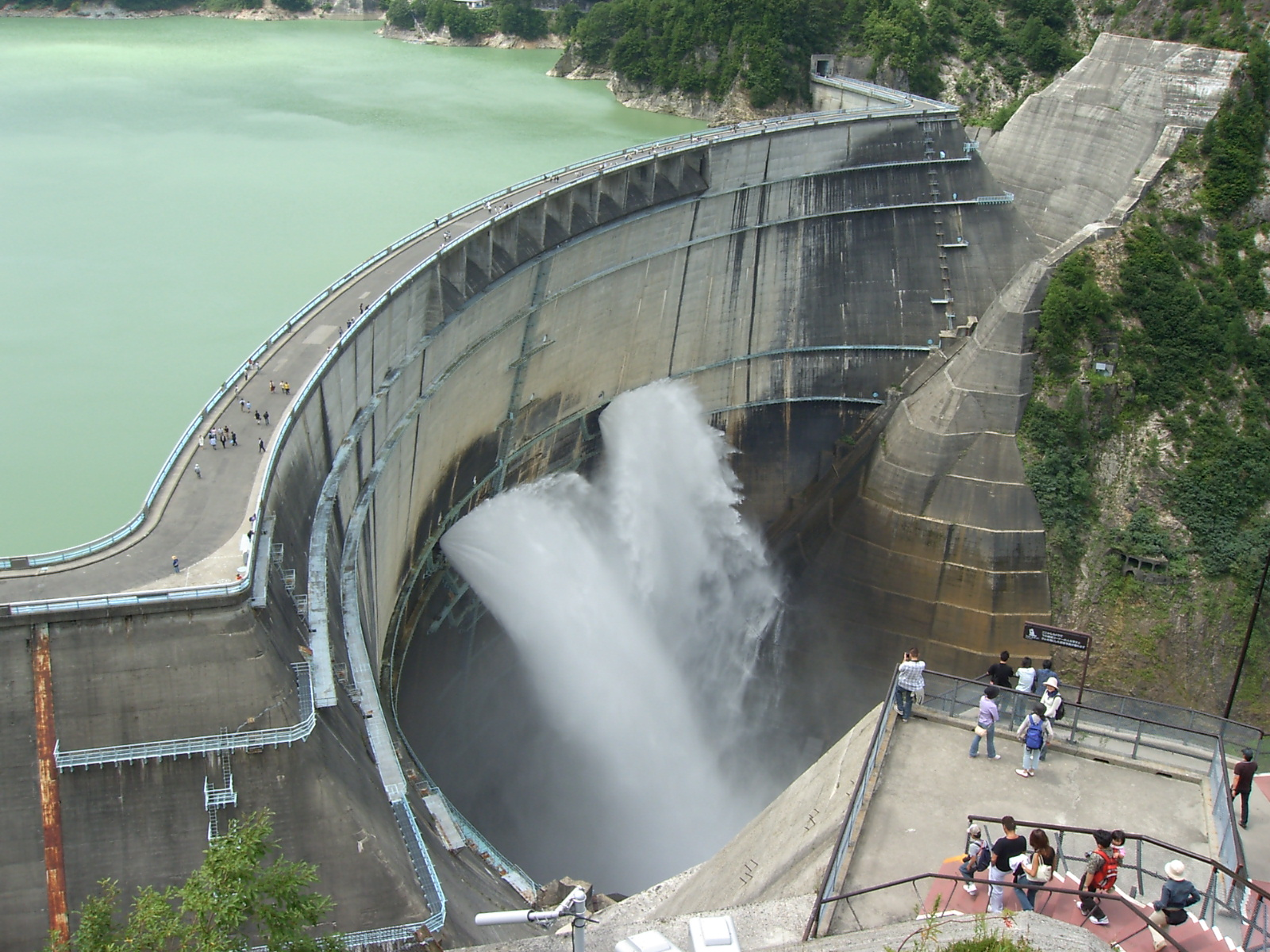
黑部水庫不僅有水力發電功能，也是觀光景點

2014年，富山縣工業品生產額有35,672億日元，其中以化學業比重最大（16.8%），其次依序是非鐵金屬（11.2%）、金屬製品（10.1%）、生產用機械（9.4%）、電子零件（8.5%），這五類產業合計佔比56%。富山縣是日本海沿岸地區的工業大縣，人均工業品生產額位居日本前列:493。
富山縣水電產業特別發達，不僅北陸三縣的電力供應企業北陸電力總部位於富山，關西電力等外地企業也在富山縣內有黑部水庫等發電廠。豐富的電力和水資源也使得富山縣適合開展化工業、鋁建材等生產過程需要大量電力和水的產業。自1964年被指定為新產業都市之後，富山和高岡地區的鋁建材產業快速發展，富山新港地區形成了沿海型工業區，是日本第一的鋁建材產地。YKK AP等鋁業企業在富山縣設有工廠。
富山地區自元祿時代開始製藥業就特別發達，人均醫藥品生產金額是日本首位。2015年，富山縣更首次成為日本最大的醫藥品生產縣。

### 第三級產業
北陸銀行總部位於富山市，是日本大型地方銀行之一，以北陸三縣和北海道為主要營業範圍，並且在東京都、名古屋市、大阪市等地也設有分行。2003年，北陸銀行和北海道銀行實現統合經營，兩者共創北北金融集團。富山縣內還有富山銀行和富山第一銀行兩家規模較小的地方銀行。2014年，富山縣商品銷售額有27,584億日元。富山縣六成的批發業銷售額和四成的零售業銷售額集中在富山市。由於富山縣是日本私家車最普及的地區之一且公路交通便利，利於郊外大型購物中心的發展，導致富山、高岡兩市的中心地區出現嚴重的空洞化問題。富山縣已通過發展公共交通等方式試圖解決這一問題:506-509。2015年，受北陸新幹線開業的影響，富山縣的觀光客數大幅增加17.5%，達3412.6萬人。

## 文化

### 方言
富山縣地處日語東西方言的分界線，是不同方言融合之後產生的接觸方言:6。富山方言可以分為吳東方言、吳西方言、五箇山方言三個地區:2。雖然富山縣方言屬於西日本方言中的北陸方言，但吳東方言有較強的東日本方言色彩:2。

### 飲食
富山縣地處東西日本交界地這一特徵也體現在富山縣的飲食文化上，例如正月的雜煮就同時融合了關東、關西的口味。由於富山在江戶時代是北前船海帶貿易的據點，因此人均海帶消費量位居日本前列。富山灣豐富的海產使得富山縣飲食文化以水產品為主，白蝦等富山特有的食材在當地的飲食文化中有重要地位。冰見烏冬是日本三大烏冬之一。

### 節慶活動

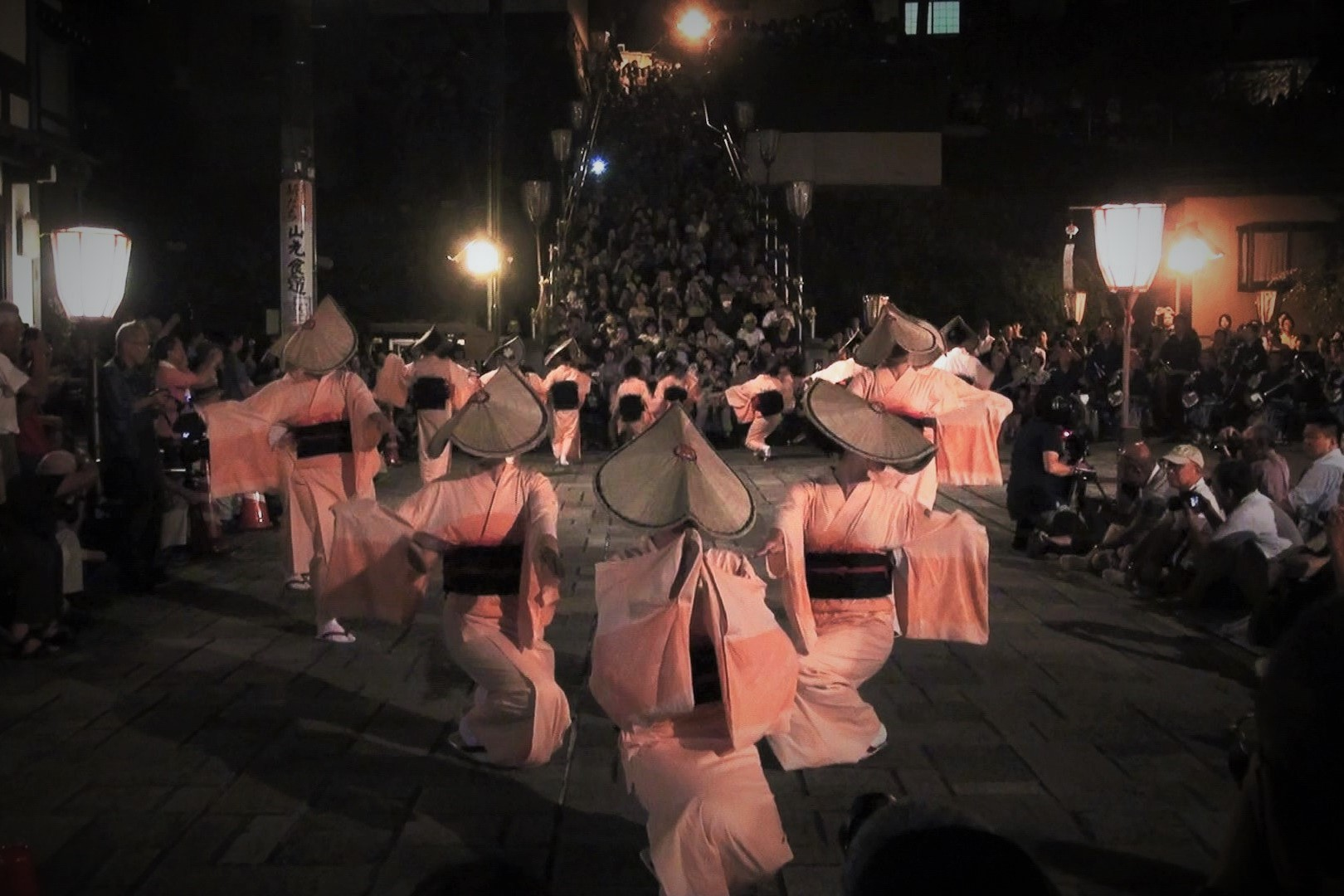
越中笑風盆

富山縣最著名的節慶活動是富山市每年9月1日至3日舉辦的笑風盆，已有超過300年的歷史，以優雅的女舞和雄壯的男舞而著稱。高岡市高岡關野神社的春季例祭高岡御車山祭、魚津市諏訪神社的立物祭、南砺市神明宮的城端曳山祭被列入聯合國教科文組織非物質文化遺產。富山市日枝神社的山王祭是富山縣參與人數最多的節慶活動，每年有數百家店鋪參加。富山縣內還有開始於1961年的富山祭、日本海沿岸最大的七夕祭高岡七夕祭等節慶活動。

### 媒體
富山縣是報紙的激戰區，縣內發行量最大的報紙是北日本新聞，日發行量超過23萬份，佔富山縣內六成市場。富山新聞由總部位於金澤市的北國新聞社發行，是富山縣的另一大地方報紙。此外讀賣新聞等全國性報紙和廣域性報紙北陸中日新聞在富山縣也有發行。富山縣內有NHK富山放送局、NNN的北日本放送、JNN的鬱金香電視台、FNN的富山電視台四家電視台。

### 體育
富山勝利以富山縣綜合運動公園田徑場為主場，創建於2007年，現在參加日本職業足球聯賽丙級（J3）的賽事。富山雷鳥是富山唯一的職業籃球俱樂部，參加B聯賽的賽事。富山GRN雷鳥則是棒球挑戰聯盟的球隊。

### 教育
富山大學創建於1949年，在富山市、高岡市均有校區，設有人文學院、人間發達科學院、經濟學院、理學院、醫學院、藥學院、工學院、藝術文化學院八個學院，擁有超過8,000名學生，是富山縣唯一的國立大學。富山縣立大學是富山唯一的公立大學，創建於1990年。只有工學院一個學院。此外富山縣還有高岡法科大學、富山國際大學等私立大學。

## 交通

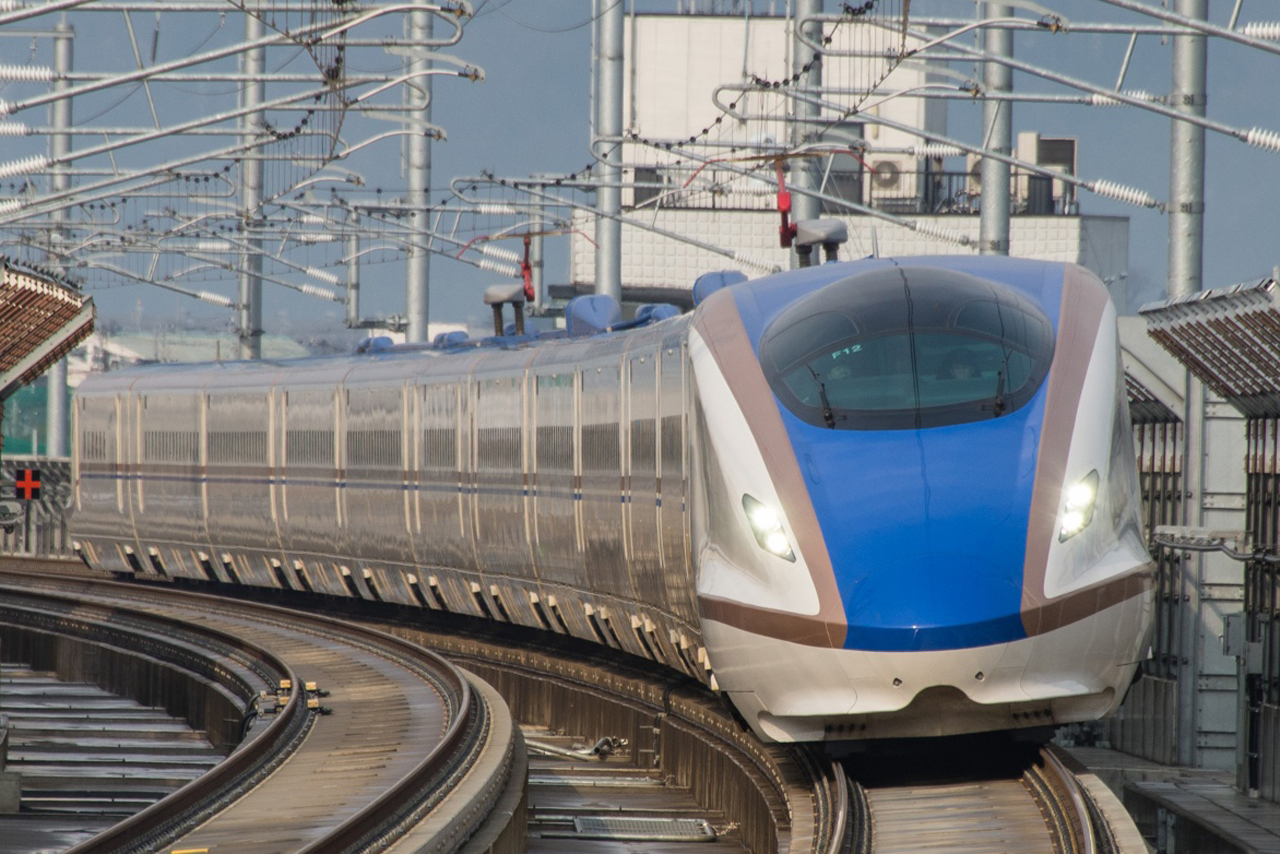
北陸新幹線列車

富山縣內大部分鐵路由西日本旅客鐵道（JR西日本）運營，包括南北縱貫富山縣中部高山本線（豬谷站以南部分由JR東海營運）、富山縣西部的城端線及冰見線三條在來線。2015年，北陸新幹線通車，乘坐最快的光輝號列車只需約2小時10分就可從東京站到達富山站。在北陸新幹線通車之後，富山縣內的北陸本線變為第三部門鐵路愛之風富山鐵道線，由愛之風富山鐵道運營。富山地方鐵道是富山縣最大的私鐵公司，經營有富山地方鐵道本線、立山線、不二越線、上瀧線四條普通鐵路路線，以及富山市內的路面電車。萬葉線是第三部門鐵路公司，在高岡市經營有高岡軌道線、新湊港線兩條路線。富山輕軌富山港線的前身是JR富山港線，2020年2月和富山地方鐵道合併，成為了路面電車網絡的一部份，現在富山路面電車已是富山市重要的公共交通方式。黑部峽谷鐵道原本是為修建水力發電站而設置的鐵路，現在是觀光鐵路。
2012年，富山縣的道路整備率達74.9%，位於日本第一。富山縣內有東西橫貫沿海地區的北陸自動車道、連接高山地區和富山縣西部的東海北陸自動車道、連接能登半島和富山縣的能越自動車道三條高速公路。伏木富山港是日本的重要港灣，雖然以工業和貨物貿易為主，但亦有郵輪停靠，是本州日本海沿岸僅有的兩個國際據點港灣之一。富山機場開業於1963年，跑道全長2,000米，運行有飛往羽田、札幌、首爾、大連、上海、桃園的定期航線。北陸新幹線開業之後，富山機場的乘客數急劇減少，2015年度的乘客數有67.5萬人次，只有前一年的68.4%。

## 觀光

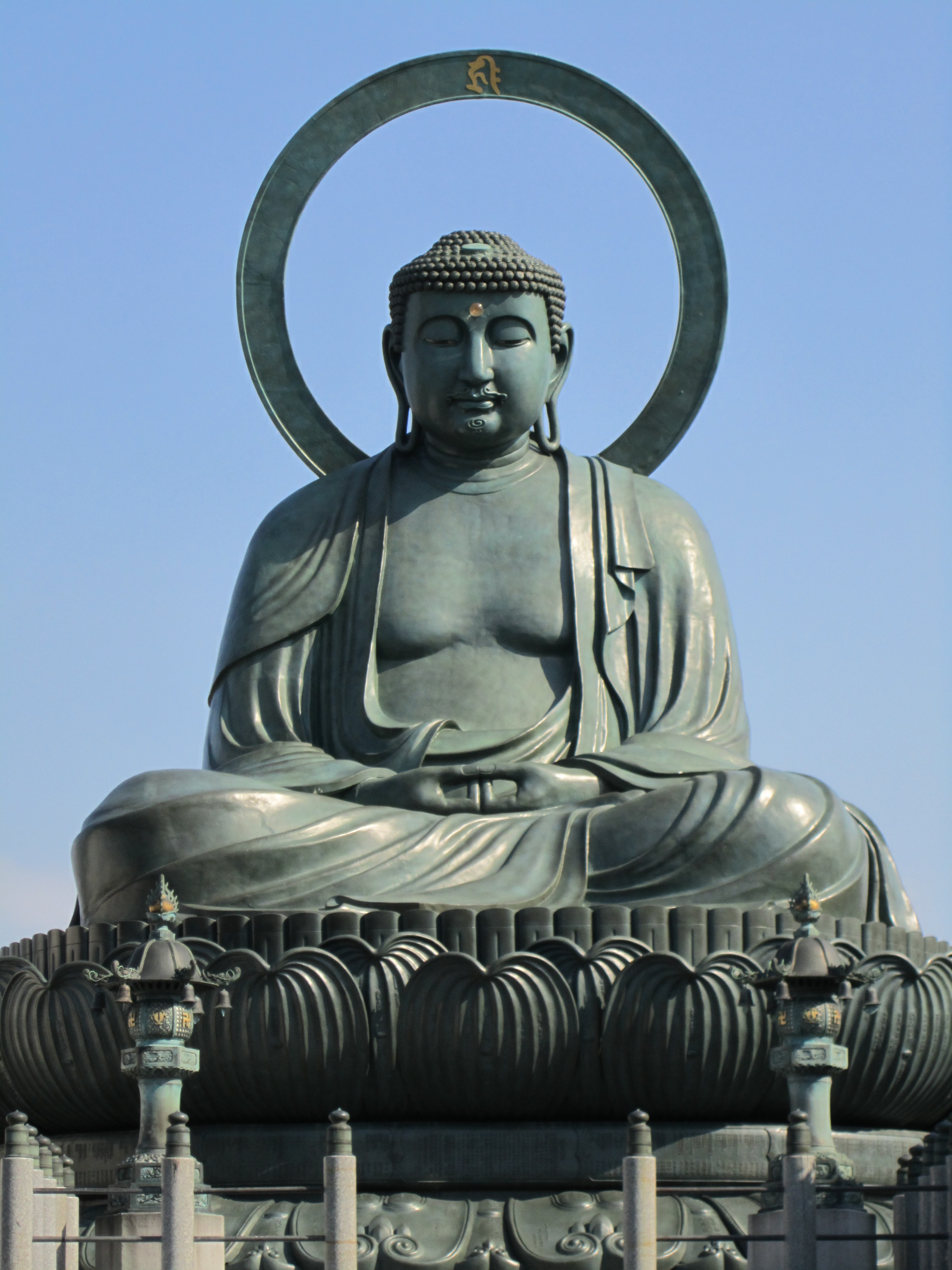
高岡大佛

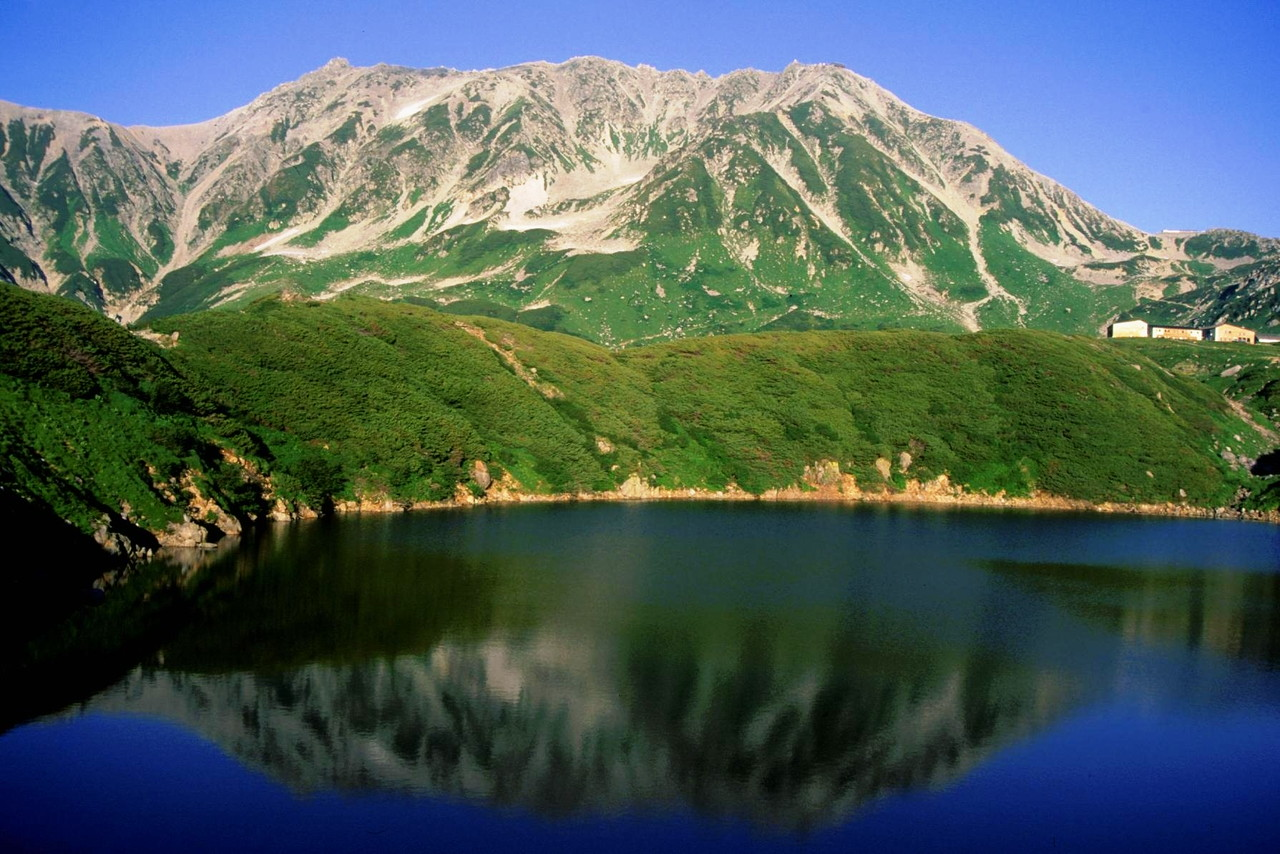
立山黑部阿爾卑斯路線室堂的景色

南礪市五箇山以傳統民居建築合掌造而著稱，因地理環境封閉而產生了獨特的文化。但自大正時期之後，五箇山因水電站開發而開通了公路，交通狀況大幅改善:547。1995年，五箇山和白川鄉被列入世界文化遺產，觀光客也因此大幅增加。高岡市的瑞龍寺是近世禪宗建築的代表作，也是富山縣唯一的日本國寶、高岡大佛是「日本三大大佛」之一。高岡市的山町筋是重要傳統的建造物群保存地區。雨晴海岸是能登半島國定公園的一部分，晴天時在此可一覽立山連峰景色。冰見市沿海的冰見番屋街銷售有眾多在地美食，是冰見市觀光的中心。
富山市的松川兩岸種植有約460株櫻花，松川遊覽船在春季是賞櫻勝地。富岩運河環水公園利用運河修建親水公園，是近年日本都市公園的成功典範。富山縣東部的立山黑部阿爾卑斯路線於1971年全線開通:529，是世界著名的高山觀光路線，隨季節變化而在各時期呈現截然不同的景色。立山黑部阿爾卑斯路線每年4月至5月的「雪之大谷」的最深積雪可達近20米。夏季的立山黑部阿爾卑斯路線則以豐富的高山植物景觀和黑部水庫的觀光放水而著稱。秋季的立山黑部阿爾卑斯路線是觀賞紅葉的勝地。黑部峽谷內的宇奈月溫泉是日本透明度最高的溫泉，昔日難以抵達，但隨著水電開發的鐵路興建，現在已發展為著名觀光地。

## 外部連結
- 富山縣廳 （页面存档备份，存于）
- とやま観光ナビ （页面存档备份，存于） - 富山縣觀光連盟